# Ion Neculce (okręg Jassy)
Ion Neculce – wieś w Rumunii, w okręgu Jassy, w gminie Ion Neculce. W 2011 roku liczyła 203 mieszkańców.